# Episodi di Undone (seconda stagione)
La seconda stagione della serie animata Undone è stata interamente pubblicata su Prime Video il 29 aprile 2022, nei paesi in cui il servizio è disponibile.
| nº | Titolo originale       | Titolo italiano        | Pubblicazione USA | Pubblicazione Italia |
| -- | ---------------------- | ---------------------- | ----------------- | -------------------- |
| 1  | The Cave               | La caverna             | 29 aprile 2022    | 29 aprile 2022       |
| 2  | The Painting           | Il ritratto            | 29 aprile 2022    | 29 aprile 2022       |
| 3  | Mexico                 | Messico                | 29 aprile 2022    | 29 aprile 2022       |
| 4  | Reflections            | Riflessi               | 29 aprile 2022    | 29 aprile 2022       |
| 5  | Lungs                  | Polmoni                | 29 aprile 2022    | 29 aprile 2022       |
| 6  | Help Me                | Aiutami                | 29 aprile 2022    | 29 aprile 2022       |
| 7  | Rectify                | Rettificare            | 29 aprile 2022    | 29 aprile 2022       |
| 8  | We All Love Each Other | Tutti si vogliono bene | 29 aprile 2022    | 29 aprile 2022       |